# Oracle Open Office
Oracle Open Office – pakiet aplikacji biurowych stworzony przez firmę Sun Microsystems, a następnie rozwijany przez Oracle Corporation.
W październiku 2000 roku Sun Microsystems udostępnił bezpłatnie pakiet StarOffice 5.2, jednocześnie tworząc nowy projekt OpenOffice.org oraz uwalniając jego kod źródłowy. Różniła się ona od ówczesnej wersji StarOffice (5.2) tym, że uruchamianie poszczególnych aplikacji pakietu nie odbywało się poprzez własne środowisko pracy, ale przez menu kontekstowe ikony na pasku zadań (brak wspólnego pulpitu). 
Oracle Open Office zawierał następujące aplikacje:
- procesor tekstu – Oracle Open Office Writer, oparty na OpenOffice.org Writer
- arkusz kalkulacyjny – Oracle Open Office Calc, oparty na OpenOffice.org Calc
- tworzenie prezentacji – Oracle Open Office Impress, oparty na OpenOffice.org Impress
- edytor grafiki wektorowej – Oracle Open Office Draw, oparty na OpenOffice.org Draw
- do obsługi baz danych – Oracle Open Office Base, oparty na OpenOffice.org Base oraz Adabas.

Tak jak OpenOffice.org, pewne funkcje Oracle Open Office wykorzystywały środowisko Java.
Dostępne były również: kreator wizytówek, kreator etykiet i kreator formuł matematycznych.
W 2011 roku firma Oracle zrezygnowała z dalszych prac nad pakietem Open Office, przekazując oprogramowanie fundacji Apache Software Foundation. Aktualnie pakiet ten jest nadal rozwijany pod nazwą Apache OpenOffice. 

## Historia
Pakiet Oracle Open Office wywodził się z pakietu StarOffice, który został stworzony przez niemiecką firmę StarDivision. Została ona wykupiona przez Sun Microsystems w roku 1999.
Do wersji 5.2 włącznie uruchamianie poszczególnych aplikacji pakietu (np. edytora tekstu) odbywało się we własnym środowisku pracy pakietu, w przeciwieństwie do innych pakietów biurowych, gdzie każda aplikacja jest oddzielna.
Po przejęciu Sun Microsystems przez Oracle, nazwa pakietu została zmieniona z StarOffice na Oracle Open Office.